# Peter Thalheimer
Peter Thalheimer (* 5. Mai 1946 in Stuttgart) ist ein deutscher Flötist, Musikwissenschaftler und emeritierter Hochschullehrer.

## Leben
Peter Thalheimer studierte an der Musikhochschule in Stuttgart Blockflöte, Querflöte und Schulmusik. 2010 promovierte er an der Universität Tübingen mit dem Thema „Die Blockflöte in Deutschland 1920–1945 – Instrumentenbau und Aspekte zur Spielpraxis“ und schloss damit seine musikwissenschaftlichen Studien ab. Von 1978 bis 2015 lehrte er in Nürnberg, zunächst am Meistersinger-Konservatorium, später als Professor für Historische Aufführungspraxis und Blockflöte/Traversflöte an der neu eingerichteten Hochschule für Musik.

## Wirken
Peter Thalheimer ist als Solist, Kammer- und Orchestermusiker sowie Dozent in vielen Ländern Europas und in den USA tätig. Einen Schwerpunkt bilden dabei auch Erstaufführungen unveröffentlichter Werke des 18. und 19. Jahrhunderts sowie Uraufführungen Neuer Musik. Er ist Autor zahlreicher Noteneditionen sowie Publikationen zur Aufführungspraxis, zur Instrumentenkunde und zur Holzbläsermethodik. Zahlreiche CD-Einspielungen und Veröffentlichungen runden seine Tätigkeit ab. Seit 2005 ist Thalheimer Mitglied im Tibia-Herausgeberkollegium und ist seit 2016 Beisitzer im Vorstand der European Recorder Teachers Association (ERTA).

## Einspielungen (Auswahl)
- Du angenehme Nachtigall (2011)
- Vergessen und wieder entdeckt: Die Blockflöte (2013)
- Csakan – Die Blockflöte der Frühromantik (2014)
- Die Familie der Querflöte (2018, zur gleichnamigen Veröffentlichung)

## Veröffentlichungen (Auswahl)
- Aspekte zur Holzbläsermethodik
- Die Blockflöte in Deutschland 1920–1945
- Die Familie der Querflöte